# Barranc de la Font de Seguers
El Barranc de la Font de Seguers és un torrent afluent per l'esquerra de la Rasa d'Ardèvol.
Neix al vessant nord de la Serra de Pinós, a uns 300 m. al nord-oest del Santuari de Pinós. De direcció predominant cap a les 11 del rellotge, desguassa a poc més de 800 m. a llevant del poble d'Ardèvol.

## Termes municipals que travessa
El Barranc de la Font de Seguers transcorre íntegrament pel terme municipal de Pinós (Solsonès)

## Xarxa hidrogràfica
La xarxa hidrogràfica del Barranc de la Font de Seguers està constituïda per 2 cursos fluvials: el barranc pròpiament dit i un afluent per la dreta de 681 m. de longitud. En total, doncs, la seva xarxa hidrogràfica suma una longitud de 2.794 m.

### Distribució municipal
La totalitat d'aquesta xarxa hidrogràfica transcorre pel terme municipal de Pinós.